# Dompierre-sur-Héry
Dompierre-sur-Héry foi uma comuna francesa na região administrativa de Borgonha-Franco-Condado, no departamento Nièvre. Estendia-se por uma área de 6,1 km². Em 2010 a comuna tinha 77 habitantes (densidade: 12,6 hab./km²).
Em 1 de janeiro de 2016, passou a formar parte da comuna de Beaulieu.